# Rorbas
Rorbas är en ort och kommun i distriktet Bülach i kantonen Zürich, Schweiz. Kommunen har 3 012 invånare (2023).